# Deutsche Meisterschaften im Inline-Alpin
Die Deutschen Meisterschaften im Inline-Alpin sind Deutsche Meisterschaften im Inline Alpin und die werden seit 2000 ausgetragen.

## Reglement

### Teilnahmebedingung
Bei den Deutschen Meisterschaften sind folgende Altersklassen zugelassen: Schüler (13–16), Jugend (17–21), Aktive (22–40) und Masters (41 und älter).

### Durchführung
Die Deutschen Meisterschaften werden vom Deutschen Rollsport und Inline-Verband (DRIV), Deutschen Skiverband (DSV) organisiert und vom Verein ausrichtet. Es werden die Disziplinen Riesenslalom, Slalom und Parallelslalom durchgeführt. Für die einzelnen Disziplinen ist eine Homologierung der Strecke nötig. Der Riesenslalom und der Slalom werden in zwei Durchgängen und der Parallelslalom wird im K.-o.-Modus ausgetragen.

### Preise
Die drei Erstplatzierten werden mit Gold-, Silber- und Bronzemedaille ausgezeichnet.

## Austragungsorte
| Jahr | Austragungsort(e)                          | Austragungsort(e)                          |
| ---- | ------------------------------------------ | ------------------------------------------ |
| 2000 | Neidlingen                                 | Neidlingen                                 |
| 2001 | Ballrechten-Dottingen                      | Ballrechten-Dottingen                      |
| 2002 | Tuttlingen/Neukirchen beim Heiligen Blut   | Tuttlingen/Neukirchen beim Heiligen Blut   |
| 2003 | Neukirchen beim Heiligen Blut/Bad Kötzting | Neukirchen beim Heiligen Blut/Bad Kötzting |
| 2004 | Neukirchen beim Heiligen Blut/Leitershofen | Neukirchen beim Heiligen Blut/Leitershofen |
| 2005 | Nagold/Mannheim                            | Nagold/Mannheim                            |
| 2006 | Aßling/Haarbach                            | Aßling/Haarbach                            |
| 2007 | Stuttgart/Nagold                           | Stuttgart/Nagold                           |
| 2008 | Nagold/Unterensingen                       | Nagold/Unterensingen                       |
| 2009 | Nagold/Bad Peterstal-Griesbach             | Nagold/Bad Peterstal-Griesbach             |
| 2010 | Nagold/Bad Kötzting                        | Nagold/Bad Kötzting                        |
| 2011 | Bad Hersfeld/Nagold/Chammünster            | Bad Hersfeld/Nagold/Chammünster            |
| 2012 | Böttingen                                  | Böttingen                                  |
| 2013 | Nagold/Unterlenningen                      | Nagold/Unterlenningen                      |
| 2014 | Schierling                                 | Schierling                                 |
| 2015 | Nagold/Beerfelden                          | Nagold/Beerfelden                          |
| 2016 | Bad Hersfeld/Nagold/Oberhundem             | Chammünster                                |
| 2017 | Nagold/Oberhundem                          | Steinenbronn                               |

| Jahr | Austragungsort(e)                        | Austragungsort(e)                        |
| ---- | ---------------------------------------- | ---------------------------------------- |
| 2018 | Nagold/Grebenhain/Fränkisch-Crumbach     | Bad Hersfeld                             |
| 2019 | Nagold                                   | Oberhundem                               |
| 2020 | Abgesagt aufgrund der COVID-19-Pandemie. | Abgesagt aufgrund der COVID-19-Pandemie. |
| 2021 | Bad Kötzting                             | Bad Kötzting                             |
| 2022 | Vöhringen/Bad Kötzting                   | Vöhringen/Bad Kötzting                   |
| 2023 | Bad Kötzting/Steinenbronn                | Bad Kötzting/Steinenbronn                |